# Scherlebeck
Scherlebeck ist der nördlichste Stadtteil der Stadt Herten im Kreis Recklinghausen. In Scherlebeck stehen die Wassertürme Herten.

## Geschichte
Der Ort war bis zum Beginn der Industrialisierung dörflich geprägt. Am 1. August 1898 wurde mit den Arbeiten am Schacht 5 der Zeche Schlägel & Eisen begonnen, ein Jahr später stieß man in einer Tiefe von 412 m auf Kohle. Der Zechenbetrieb wurde regulär 1901 aufgenommen und endete mit der Einstellung der Förderung im Jahre 1996, die Verfüllung der Schächte folgte 1999. Trotz der Neunutzung ehemaliger Zechenareale durch u. a. Altenwohnheime, Kindergärten und Dienstleistungsbetriebe ist der Stadtteil bis heute durch die Bergbauepoche entscheidend geprägt, nicht zuletzt aufgrund der Vielzahl an Zechensiedlungen. Lediglich das nördlich an die Siedlungen angrenzende Erholungsgebiet „Die Ried“ an der Stadtgrenze zu Marl/Recklinghausen lässt mit seiner ländlichen Struktur und alten Bauernhöfen das ursprüngliche Landschaftsbild Scherlebecks erahnen.

## Politik/Verwaltung
Der Ort gehörte früher zur Gemeinde Recklinghausen-Land. Als diese am 1. April 1926 aufgelöst wurde, wurde Scherlebeck nach Herten eingemeindet, wo es nun einen der neun Stadtteile bildet.

## Verkehr

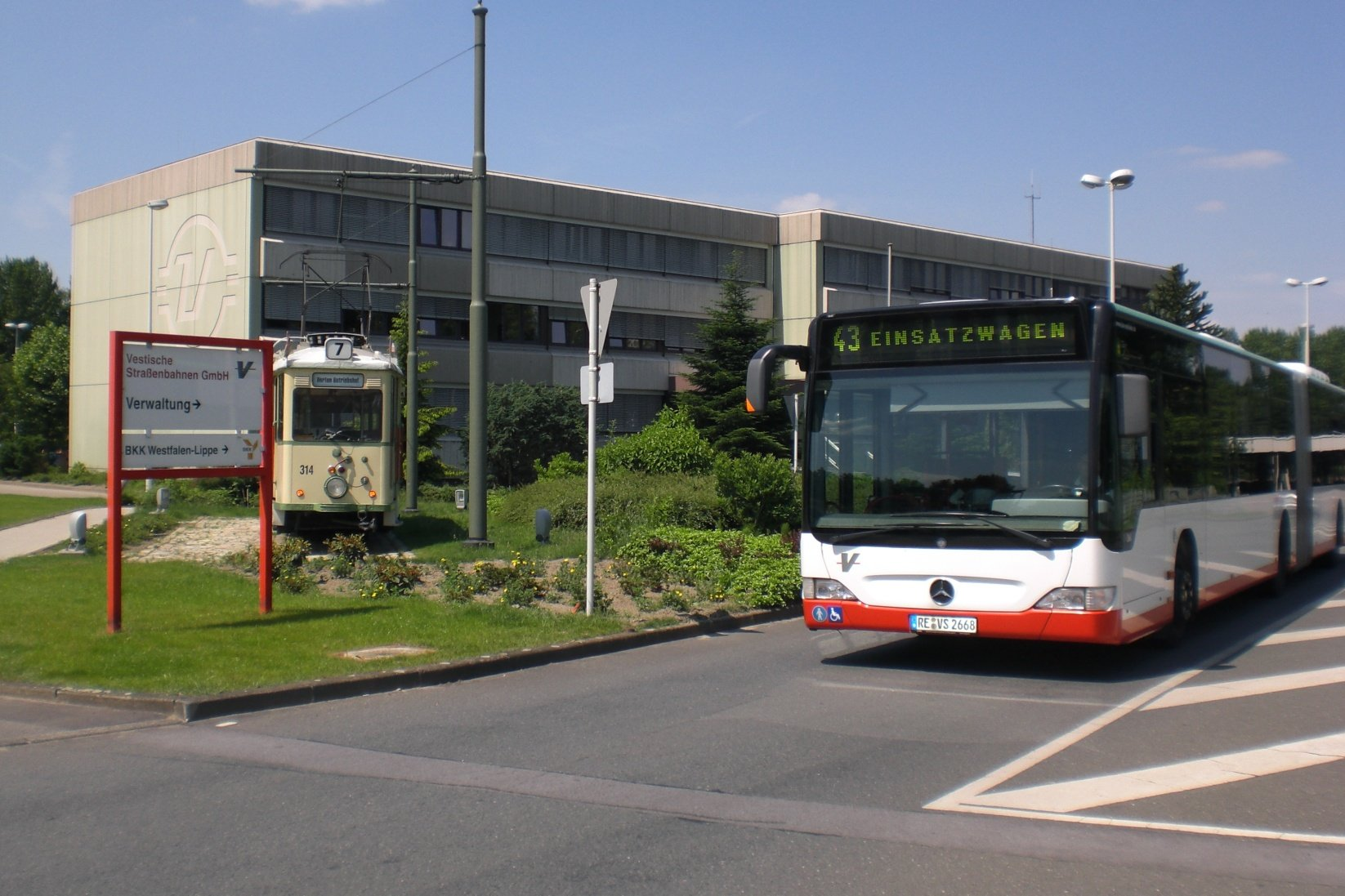
Betriebshof Herten Vestischen Straßenbahnen

Die VRR-Buslinien 214, 224 und 238 sowie zeitweise 246 und NE9 der Vestischen Straßenbahnen erschließen den Ort. Außerdem befindet sich der Betriebshof Herten der Vestischen Straßenbahnen in Scherlebeck.
| Linie | Verlauf | Takt (Mo–Fr)                                            |
| ----- | --- | ------------------------------------------------------- |
| 214   | RE Nordcharweg – Nordviertel – Recklinghausen Hbf – Lohtor – Westviertel – Herten-Scherlebeck – Disteln – Herten Mitte (Herten , 500 m) | 60 min (Recklingh.–Scherleb.) 30 min (Scherleb.–Herten) |
| 224   | Recklinghausen Letterhausstraße – Ostviertel – Recklinghausen Hbf – Viehtor – Westviertel – Herten-Scherlebeck – Disteln – Herten Mitte (Herten , 500 m) | 30 min                                                  |
| 238   | Gelsenkirchen-Buer Rathaus – Herten-Westerholt – Langenbochum – Herten-Scherlebeck – Westviertel – Lohtor – Recklinghausen Hbf | 30 min                                                  |
| 246   | Herten-Scherlebeck – Langenbochum – Paschenberg – Über den Knöchel (Herten , 150 m) – Herten Mitte (Herten , 500 m) | 60 min (nur abends)                                     |
| NE9   | Gelsenkirchen-Buer Rathaus – Gelsenkirchen-Buer Nord Bf – Gelsenkirchen-Hassel – GE-Hassel Bf – Herten-Bertlich – Westerholt – Langenbochum – Scherlebeck – Disteln – Herten Mitte (Herten , 500 m) NachtExpress: In den Nächten von Freitag auf Samstag, Samstag auf Sonntag und vor Feiertagen | 60 min                                                  |

## Galerie
Die folgenden Gebäude stehen unter Denkmalschutz:

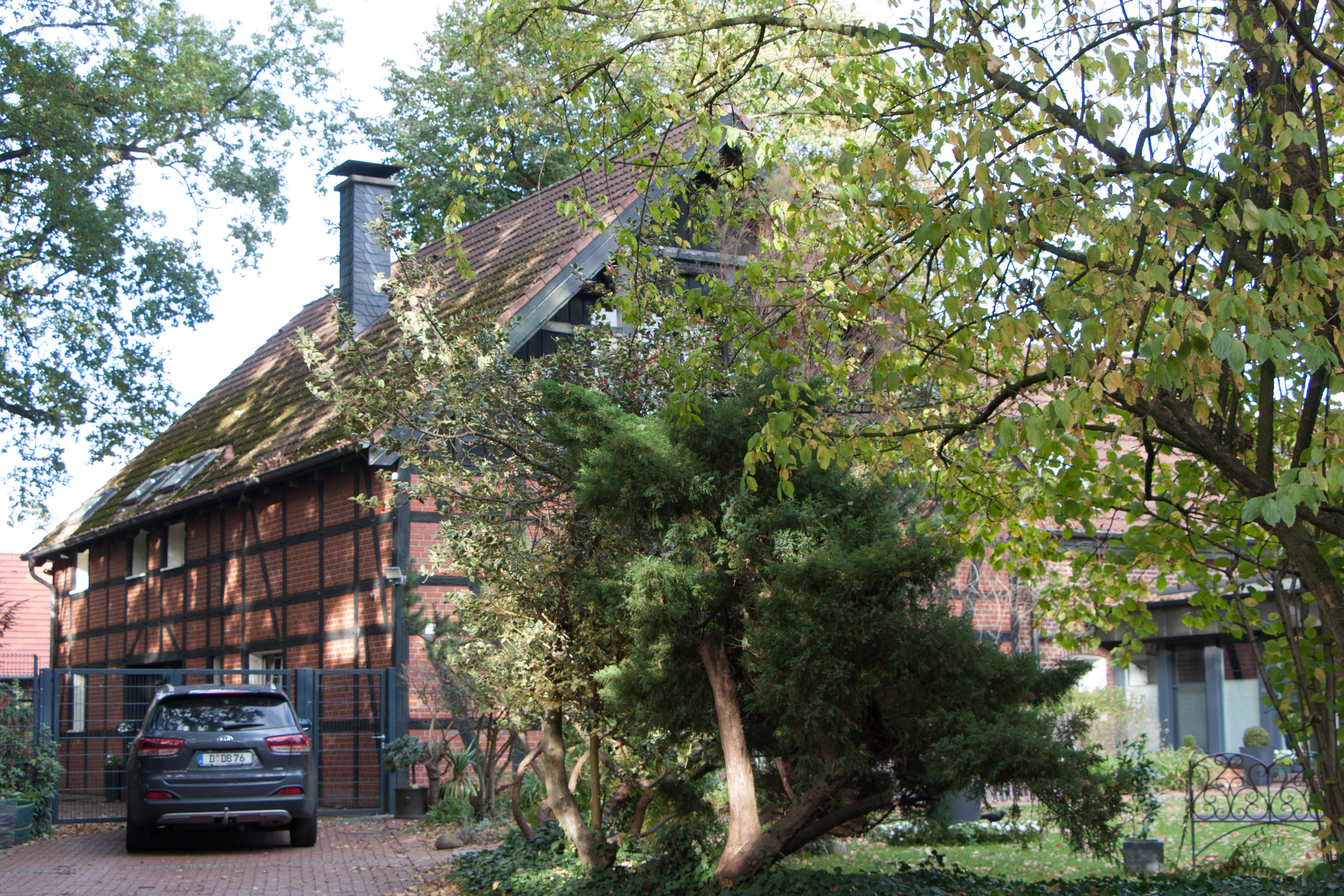
Landwirtschaftliches Gehöft, Elper Str. 92
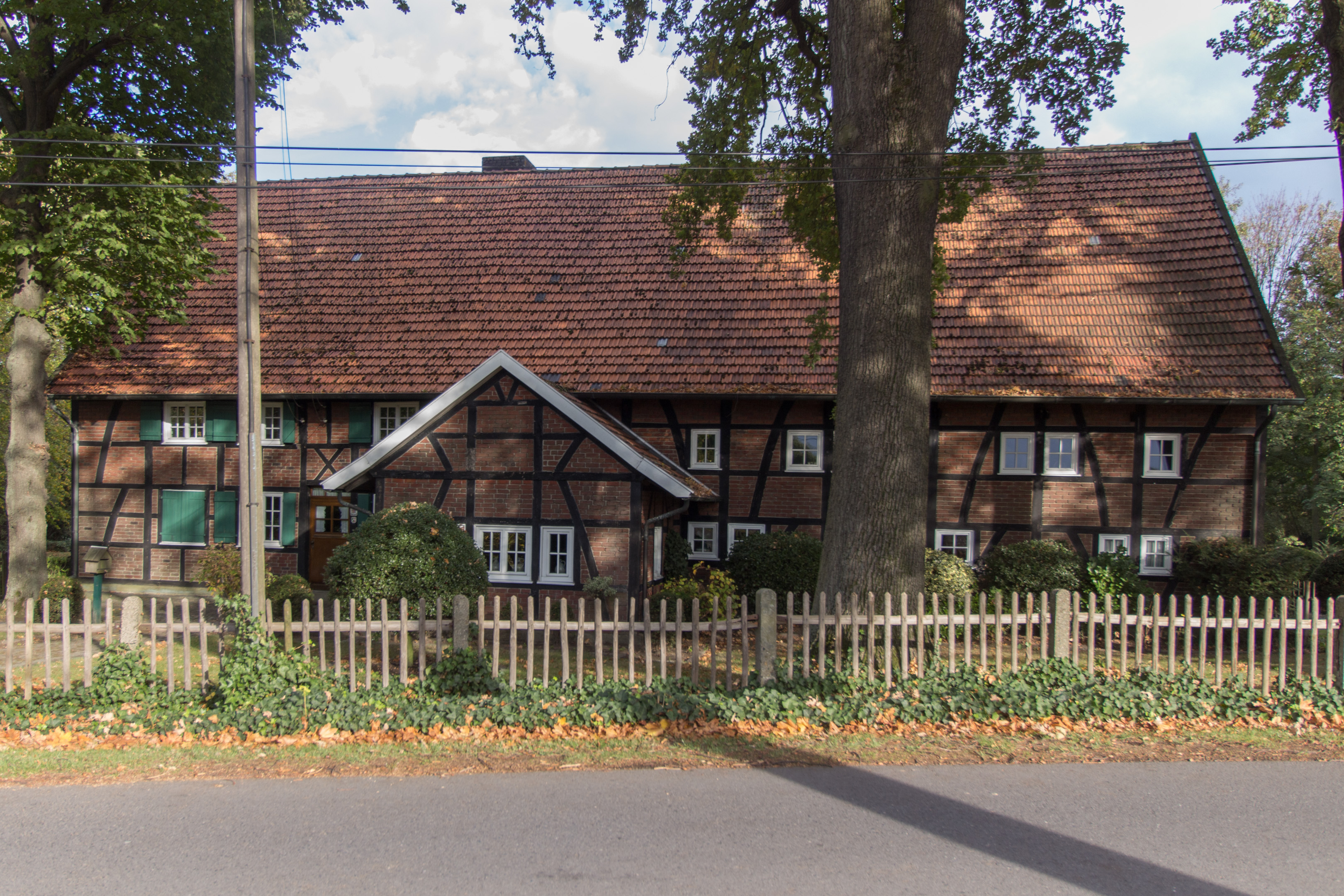
Fachwerkgebäude, Scherlebecker Str. 390
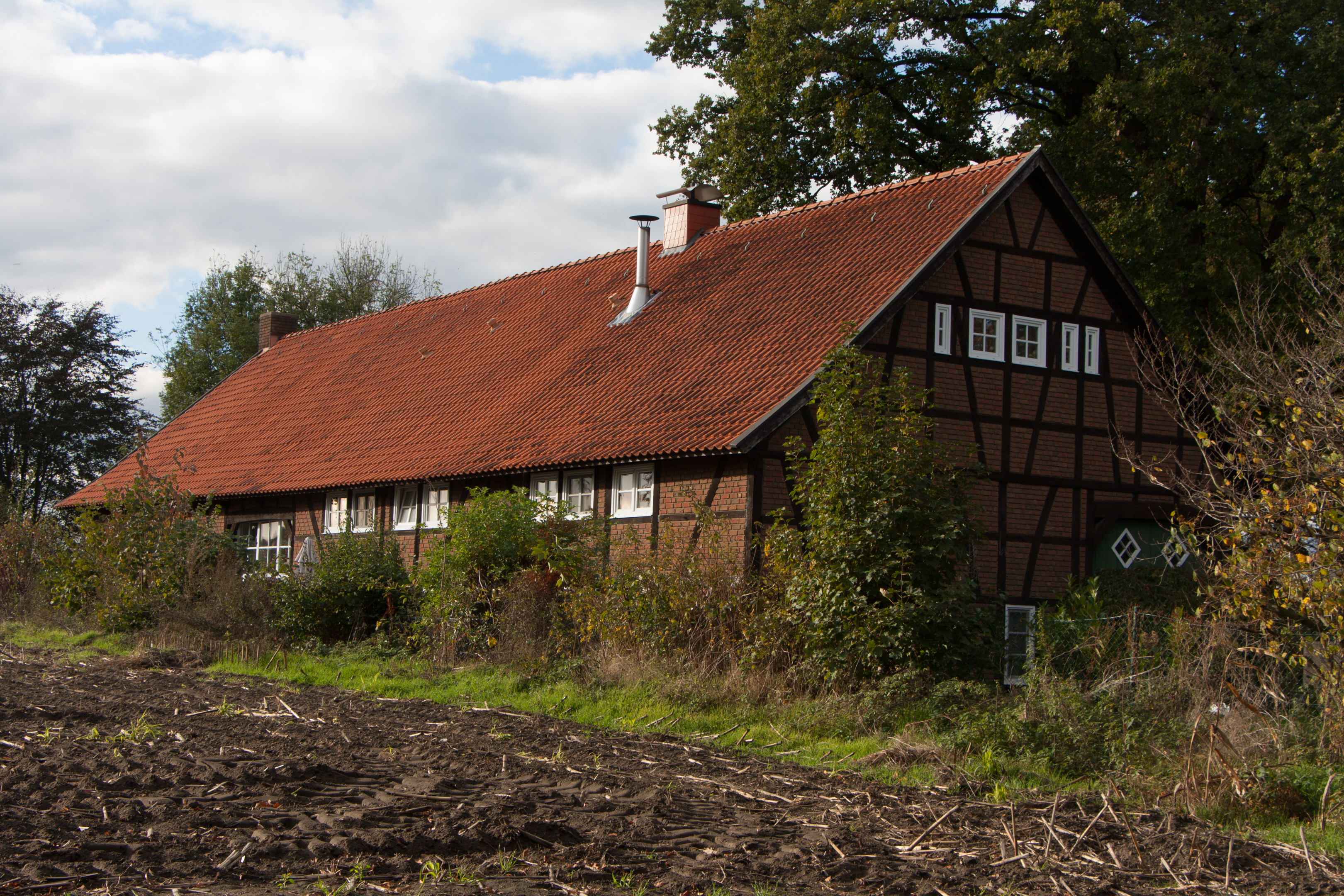
Fachwerkhaus und Scheunengebäude, Scherlebecker Str. 399
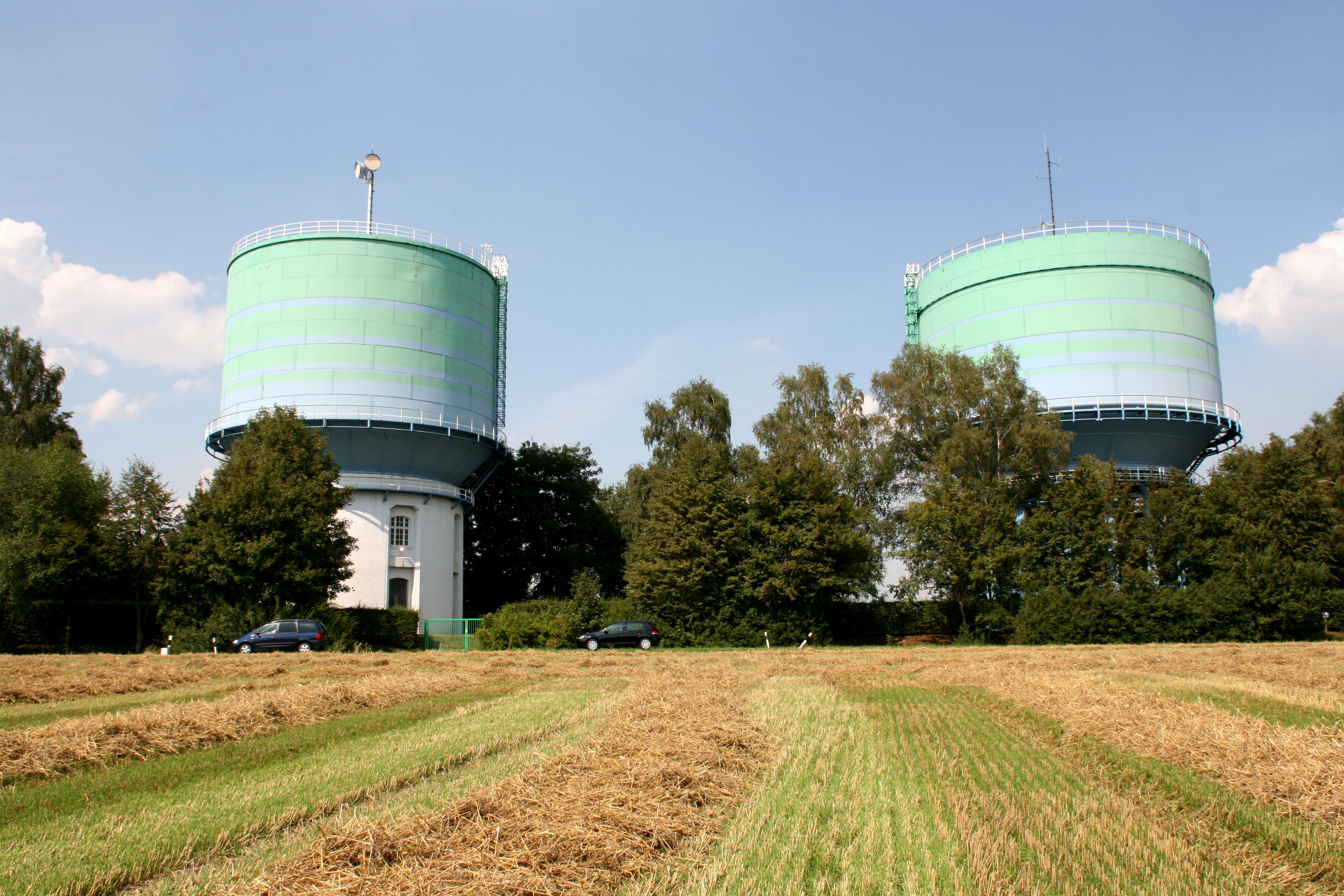
Wassertürme Herten, Westerholter Str. 316
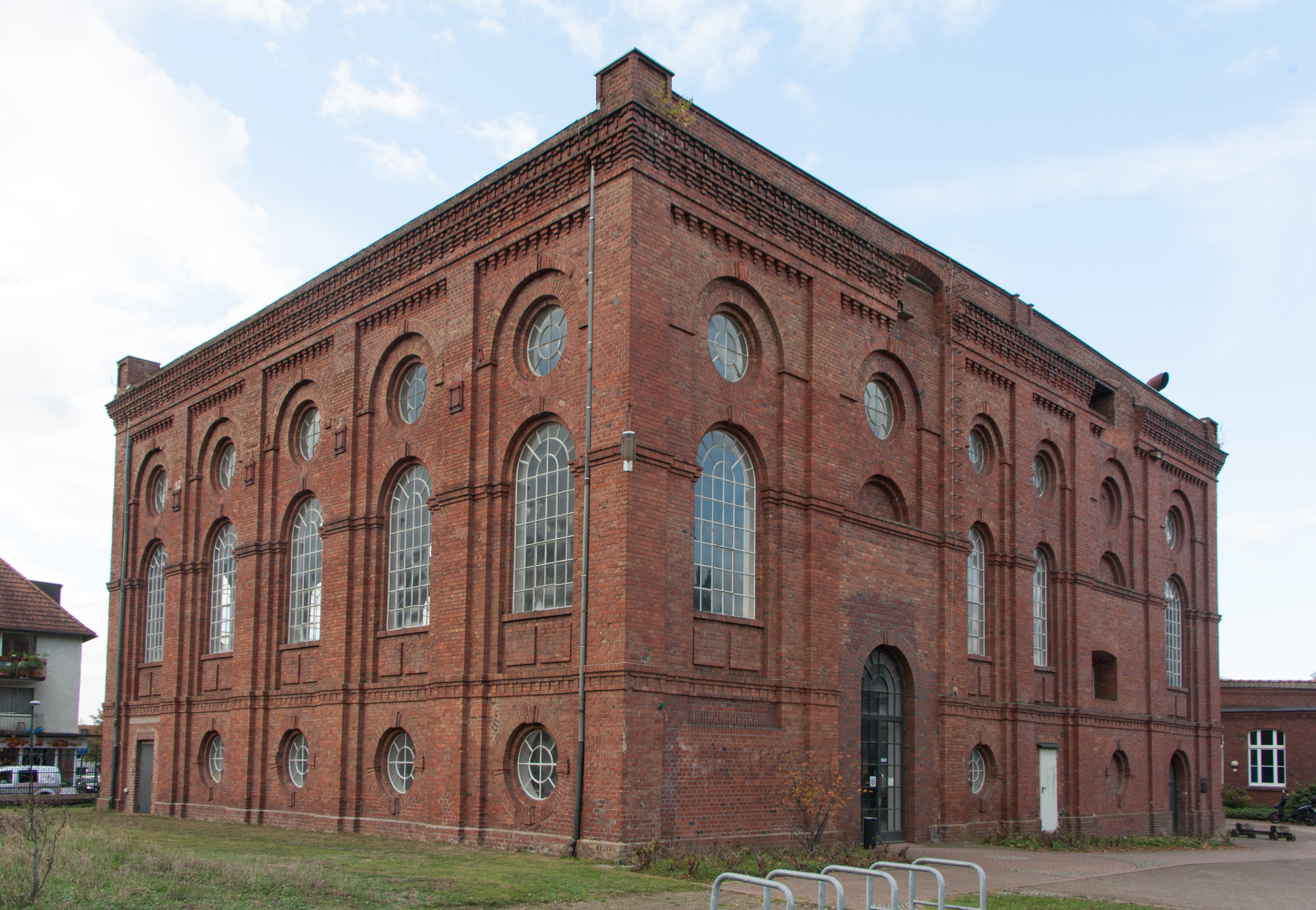
Kauen- und Verwaltungsgebäude, Maschinenhalle mit Fördermaschine, ehem. Werkstättengebäude, Einfriedung tlw. der Zeche Schlägel und Eisen 5/6, Scherlebecker Str. 258